# Марсело Б'єлса (стадіон)
«Естадіо Марсело Б'єлса» (ісп. Estadio Marcelo Bielsa), в минулому відомий як «Естадіо Ньюеллс Олд Бойз» (ісп. Estadio Newell's Old Boys), також неформально іменований «Ель-Колосо-дель-Парке» (ісп. El Coloso del Parque) — стадіон клубу «Ньюеллс Олд Бойз», розташований у місті Росаріо (Аргентина), що вміщує 42 000 глядачів.

## Історія
Першим полем, на якому виступав «Ньюеллс Олд Бойз», був майданчик на північному заході Росаріо, на перетині вулиці Умберто I та бульвару Авельянеда. Поле, яке називали на англійський манер просто Філд (англ. field), було відкрито в 1905 році, і практично не годилося для прийому великої кількості глядачів. У 1907 році клуб переїхав в район Віла в західній частині міста. Це сталося завдяки зусиллям мера міста Росаріо Нікасіо Віли.
23 липня 1911 року клуб відкрив стадіон в парку Незалежності в самому центрі міста. На цьому місці стадіон НОБ розташований донині. За більш ніж 100-річну історію він неодноразово реконструювався, але в цілому зберіг традиційний британський стиль у своїй архітектурі. Земля, на якій розташована арена, знаходиться в муніципальній власності, але періодично, в середньому кожні 10 років, міська адміністрація підтверджує її передачу в довгострокову оренду «Ньюеллсу».

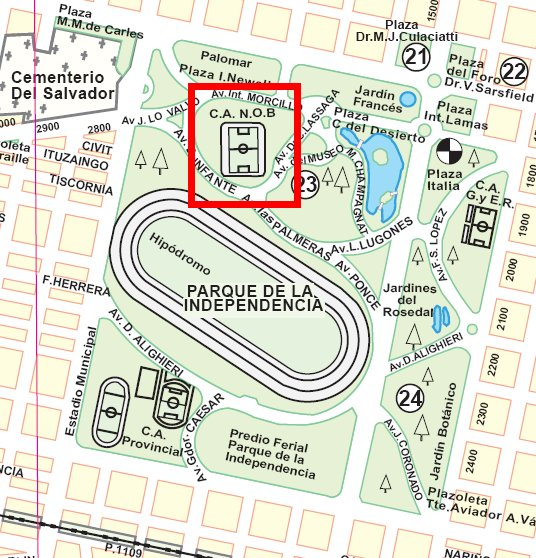
Розташування стадіону в Парку Незалежності.

У 1918 році сталося перше розширення стадіону — відкрилися нові трибуни з металевих і дерев'яних конструкцій на 3 тис. глядачів, завдяки чому загальна місткість збільшилася до 10 тис. У 1920-ті роки стадіон «Ньюеллс Олд Бойз» продовжував розширюватися; в 1925 році була побудована північна трибуна. 26 травня 1929 року введена в дію західна трибуна з цементу з козирком, що існують донині. До 1930 році місткість стадіону склала вже 30 тис.
Масштабне оновлення арени вперше відбулося на початку 1970-х років. Наступна реконструкція і введення в дію нових секторів відбулися в 1990-ті роки — тоді місткість арени досягла 37 011 глядачів, і серед уболівальників стадіон стали називати «Колосо-дель-Парке». У 1999 році поле стало поливатися автоматизованими системами.
З грудня 2008 року на арені проводяться постійні оновлення з метою приведення його до сучасних норм безпеки. В кінці 2009 року стадіон «Ньюеллс Олд Бойз» був перейменований на честь Марсело Б'єлси, колишнього гравця і тренера команди, який привів «Ньюеллс Олд Бойз» до двох чемпіонських титулів і вивів команду у фінал Кубка Лібертадорес 1992. Також вболівальники проголосували за перейменування західної трибуни на честь Херардо Мартіно — видатного гравця клубу 1980-90-х років, а потім і його тренера.
У 2012 році остання реконструкція стадіону завершилася додаванням нових місць, завдяки чому місткість арени досягла 40 тис. глядачів.

## Турніри
Стадіон Марсело Б'єлси практично незмінно використовується «Ньюеллс Олд Бойз» для проведення дломашніх матчів. Клуб двічі доходив до фіналів Кубка Лібертадорес — в 1988 і 1992 роках, і на стадіях аж до півфіналів приймав гостей на своєму стадіоні. Але, оскільки в ті роки стадіон не задовольняв вимогам по місткості для фінальних матчів великих турнірів, самі фінали «червоно-чорні» проводили на стадіоні своїх найпринциповіших суперників — «Росаріо Сентраль» — «Хіганте де Арроїто».
У 2001 році на стадіоні проходили матчі молодіжного чемпіонату світу, який виграли господарі першості, аргентинці. У 2010 році тут пройшли матчі молодіжного чемпіонату світу з регбі (всі ігри групи B і усі матчі чемпіонського плей-оф, включаючи фінал, виграний Новою Зеландією).